# Liga Mundial de Polo Aquático Masculino de 2012
A Liga Mundial de Polo Aquático Masculino de 2012 foi a 11º edição da Liga Mundial, organizado pela FINA. A Super Final aconteceu em Almaty, Cazaquistão, com a vitória da Seleção Croata de Polo Aquático.